# Rimini FC
Rimini Football Club, zkráceně jen Rimini je italský fotbalový klub hrající v sezóně 2024/25 ve 3. italské fotbalové lize sídlící ve městě Rimini v regionu Emilia-Romagna.
Klub byl založen v roce 1912 jako Libertas Rimini. První soutěžní zápasy odehráli v roce 1922 již s novým názvem Unione Sportiva Libertas. Za jedenáct let poprvé postoupili do třetí ligy a zůstali tam hrát pět let, protože měli finanční problémy a museli se z ligy odhlásit.
První velký klubový úspěch přišel v sezoně 1947/48, když vyhrál třetí ligu, do které se vrátil po válce. Jenže nepostoupili, protože přišla ligová reorganizace. A tak první postup do druhé ligy slavili po vítězné sezoně 1975/76. Ve druhé lize poté odehráli tři sezony a sestoupili zpět. Pak ještě hráli dvě sezony ve druhé lize, ale od sezony 1989/90 již byli na dlouhých 14 let účastníkem čtvrté ligy. Znovu ve druhé lize se klub objevil v sezoně 2005/06 a hrál ji čtyři roky.
Během více než stoleté klubové historii se klub rozpadl a zanikl i kvůli bankrotu již čtyřikrát. Naposledy v roce 2016. Ale vždy se založil nový klub, který převzal tradici toho rozpadlého. Nejvíce účastí má ve třetí lize, ve které hrál již 46 let a po třech letech se v roce 2022 vrátil.

## Změny názvu klubu
- 1912/13 – 1915/16 – Libertas Rimini (Libertas Rimini)
- 1916/17 – 1919/20 – Rimini FC (Rimini Football Club)
- 1920/21 – 1938/39 – US Libertas Rimini (Unione Sportiva Libertas Rimini)
- 1939/40 – 1994/95 – Rimini Calcio (Rimini Calcio)
- 1995/96 – 2009/10 – Rimini Calcio FC (Rimini Calcio Football Club)
- 2010/11 – 2015/16 – AC Rimini 1912 (Associazione Calcio Rimini 1912)
- 2016/17 – Rimini FC (Rimini Football Club)

## Získané trofeje

### Vyhrané domácí soutěže
- 3. italská liga (3×)

1947/48, 1975/76, 2004/05
- 4. italská liga (3×)

2014/15, 2017/18, 2021/22

## Účast v ligách
| Úroveň soutěže | Název soutěže (nynější název) | První hraná sezona | Poslední hraná sezona | celkem odehraných sezon |
| -------------- | ----------------------------- | ------------------ | --------------------- | ----------------------- |
| 2              | Serie B                       | 1976/77            | 2008/09               | 9                       |
| 3              | Serie C                       | 1933/34            | 2024/25               | 49                      |
| 4              | Serie D                       | 1951/52            | 2021/22               | 24                      |
| 5              | Eccellenza                    | 1957/58            | 2010/11               | 2                       |